# Društvo novomeških študentov
Društvo novomeških študentov je samostojna organizacija, ki skrbi za interese novomeških študentov in dijakov. Deluje na področju kulture, izobraževanja, sociale, športa in turizma ter preko delovanja sooblikuje aktualno družbeno, mladinsko in kulturno politiko na lokalnem nivoju ter študentsko politiko na nacionalnem nivoju. Svoje poslanstvo opravlja preko partnerstev z javnim in gospodarskim sektorjem, s sodelovanjem z ostalimi študentskimi in nevladnimi organizacijami ter vzporedno preko svojih treh zavodov – LokalPatriot – Mladinski klub DNŠ, Založba in knjigarna GOGA in Hostel Situla, s katerimi skupaj tvori Skupino DNŠ.

## Zgodovina

### Začetki društva
Društvo novomeških študentov je bilo uradno ustanovljeno 31. julija 1992 (Vir: AJPES, TSmedia), in sicer z namenom oblikovati aktivnosti na vseh področjih namenjenih mladim (študentov in dijakov): kultura in izobraževanje, sociala in zdravstvo, šport in zabava, turizem … 
Prva leta delovanja je društvo namenilo organizaciji ključnih projektov ter postavitvi trdnih temeljev, ki so omogočili nadaljnjo rast društva z (že) 30-letno zgodovino. Med slednjimi izstopa ustanovitev študentskega servisa. V 90-ih letih so bili študentski servisi večinoma v lasti zasebnikov. Denar se tako ni porabljal za izboljšanje statusa študentov in mladih. Društvu novomeških študentov je ob pomoči takratnega poslanca Marjana Dvornika in Vide Čadonič Špelič uspelo pridobiti koncesijo za študentski servis. Otvoritev servisa je bila novembra 1993, lokacija pa so bili prostori na Ulici talcev 12, ki jih je odstopila Vida Čadonič Špelič. Konec 1993 so na star tipkarski stroj Mirjane Judež natipkali izkaznico prvega člana DNŠ, Gregorja Macedonija.
Prvi dogodek, ki ga je organiziralo Društvo novomeških študentov (v sodelovanju z mladimi krščanskimi demokrati), je bil literarno-glasbeni večer Mladi za jutri. Dogodek je bil organiziran v čast 500-letnici novomeškega Kolegiatnega kapitlja. Odvil se je v petek, 2. julija 1993 ob 21.00 v atriju takratne novomeške proštije (danes škofije). Ob glasbeni spremljavi Marjana Pirnarja so nastopili pesniki in literati: Vesna Bučar, Samir Sarajlič, Petra Škerlj in Smiljan Trobiš, sledil je nastop glasbenih skupin Copacabana, Županova torta, okteta Adoramus ter dua Petra in Branko. Prireditev je popestrila tudi projekcija diapozitivov avtorja Matjaža Mehleta z novomeškimi motivi. Po zabavnem delu je potekala otvoritev razstave varovancev vzgojno-varstvenega centra Šmihel. Izkupiček od prodaje in vstopnine je bil namenjen gradnji novomeške porodnišnice ter šmihelskemu centru (DL. 8. 7. 1993).
Društvo je v prvih štirih letih delovanja organiziralo številne projekte, ki so aktualni še danes: Miklavževanje, Božični ples, Likovne razstave, številne koncerte v Piceriji Tratnik (danes pivnica Kralj Matjaž) in telovadnici novomeške gimnazije, športne dogodke (turnir v odbojki, košarki …) … 1994 so v menzi v študentskem naselju Rožna dolina organizirali prvo Cvičkarijo, začeli so s projektom »Ko to tamo peva« – cenejši avtobusni prevoz v Ljubljano in kasneje v Maribor, Študent open – teniškim turnirjem, Brucovanjem, študentskim martinovanjem …
Prizadevanja društva so se iz leta v leto pokazala kot uspešna. V študentski servis se je vpisovalo vedno večje število študentov – do julija 1995 v študentski servis včlanjeno kar 4-krat več študentov kot prejšnje leto. Prav delovanje študentskega servisa pa je DNŠ-ju omogočilo izvedbo številnih uspešnih projektov, ki so pripomogli k večanju vpliva društva na območju Novega mesta. Prostori društva in Študentskega servisa pa so se premaknili v večje pisarne na Prešernov trg, kjer je začela delovati tudi Infotočka.
Že od ustanovitve naprej je bila velika želja društva pridobiti prostor, kjer bi deloval mladinski center. Sprva so se zavzemali za pridobitev prostorov v današnjem Kulturnem centru Janeza Trdine, pri čemer pa niso bili uspešni. 28. 1. 1998 je na to temo potekala seja mestnega sveta, kjer so svetniki predlog prestavili za nedoločen čas. 
DNŠ je med tem samo rasel. Več let zapored so za študente pripravili Knjižico ugodnosti in popustov, organizirali čistilne akcije, študentsko rekreacijo v telovadnicah novomeških osnovnih šol, nadaljevali so s koncerti v Piceriji Tratnik, Cvičkarija se je leta 1999 prvič izvedla tudi v Mariboru, obnovili so tudi manjše projekte: potopisna predavanja, literarne večere, gledališke večere, operne koncerte … Organizirali so potapljaški tečaj, smučanja … 1997 je začel izhajati tudi Študentski vodič po vesolju, novičnik. 
Pomembna mejnika sta bila tudi ustanovitev oz. priključitev dijaške sekcije, in sicer marca 1998, ter izdajanje mladinskega časopisa Park. Društvo je začelo vse več vlagati tudi v digitalizacijo in vzpostavitev elektronskega poslovanja. Vzpostavljen je bil strežnik TARZAN z brezplačnimi e-naslovi in spletna stran društva. V DNŠ se je pojavila potreba po ustanovitvi dveh samostojnih zavodov: Založba Goga je prevzela poslovanje nad vsemi projekti na področju literarnega in glasbenega založništva, Lokal Patriot pa je prevzel koncertno dogajanje. Oba zavoda sta bila ustanovljena 23. 12. 1998 – tako je nastala Skupina DNŠ. 
1999 se je pojavila rezervna ideja, da bi DNŠ imel mladinski klub oz. mladinsko kavarno v prostorih pod takratno občino. Z županom Francijem Koncilijo so se dogovorili za najem prostorov in v februarski številki Parka je izšel Natečaj ureditve prostorov s pripadajočo opremo kluba na Novem trgu 6 v Novem mestu. Zmagovalec natečaja, Andrej Blažon, je bil razglašen v 8. številki časopisa Park. 

### Ustanovitev Zavodov
14. januarja 2000 je začel delovati mladinski klub LokalPatriot, in sicer na Novem trgu 6, s ciljem, da tam potekajo komercialno neobremenjeni gledališki in literarni večeri, galerijska dejavnost, čitalnica ter koncerti. Galerijo Simulaker so otvorili Žabjak Trio, ki so nastopili po odprtju razstave fotografij Boruta Peterlina Novomeščani 2000. Prvi koncert v klubu LokalPatriot je izvedla zasedba No Way iz Divače. Prostore je oblikoval Andrej Blažon. 
DNŠ je leta 2000 uspel pridobiti tudi prostore za Založbo in knjigarno Goga, in sicer na Glavnem trgu 6. Otvoritev prostorov je bila 3. marca 2000, dogodek pa je popestril nastop kantavtorja Janija Kovačiča. Dogajanje v Novem mestu se je preselilo v Zavoda DNŠ – v Založbi Goga so skoraj vsak teden potekali literarni oz. literarno-glasbeni večeri, v LokalPatriotu pa koncerti. Avgusta 2000 je prvič potekala poletna glasbena delavnica Jazzinty. DNŠ je nadaljeval z večino svojih projektov, najodmevnejši projekt je seveda ostala Cvičkarija, prvič pa so organizirali Informativne dneve za dijake novomeških srednjih, ki so naslednje leto zaživeli pod novim imenom, Infoteden. 
30. junija 2001 je uredništvo časopisa Park na igriščih Loka organiziralo prvo Park ligo. Udeleženci so se pomerili v košarki (trojke, metanje trojk, zabijanje), malem nogometu, odbojki na mivki in športnem plezanju. Ob 18.00 je potekal tudi umetniški program, kjer se je predstavila novomeška pesnica Katja Plut. Že naslednje leto je organizacijo prevzel DNŠ. 
Poleti 2001 je poleg Jazzintyja zaživel tudi Fotopub, poletna fotografska delavnica, kjer je v ospredju spodbujanje mladih kreativnih fotografov. V istem letu je Zavod LokalPatriot v sodelovanju z MONM organiziral natečaj Poslovni načrt Youth Hostel v Novem mestu. Gre za načrt poslovanja mladinskega hostla in gostišča v Novem mestu, kjer bi lahko prenočevali obiskovalci dogodkov in poletnih delavnic. Tako se je začela zgodba zavoda Situla.
Društvo novomeških študentov je leta 2002 prvič organiziralo Short Novo mesto international film festival – Sniff, prvi mednarodni festival kratkega filma, hkrati filmska delavnica za mlade filmske navdušence. Nagrada je bila že naslednje leto kipec kače, imenovana Zlate luske. Na žalost je festival potekal zgolj tri leta.
Oktobra 2002 je DNŠ v sodelovanju s klubi dolenjske regije organiziral prvo Jadranje, ki je prvo leto potekalo kot jadralni tečaj in tekmovanje za ljubitelje tega športa. Že naslednje leto je Cvičkarija prvič potekala tudi v Novem mestu, na Loki pa konec junija prvič organiziran tudi Kolektivc – Žur ob zaključku šole. Organizirali so tudi Hip-hop večer na Glavnem trgu, pustovanje, božično stojnico na Glavnem trgu ... Cvičkarija je leta 2005 zaživela tudi na Primorskem, tako je nekaj let potekala kar v štirih krajih. V tem letu je Skupina DNŠ (po enem letu pogajanj s prejšnjimi lastniki) postala lastnica objekta na Dilančevi 1. Med tem je razpisala natečaj za oblikovanje logotipa in grafične podobe, z nakupom pa se je začelo uresničevanje ideje o mladinskem hostlu.
2006 se je Študentski servis DNŠ povezal s kranjskim in novogoriškim študentskim servisom v Agencijo M Servis. Galerija Simulaker pa je končno dobila svoje lastne prostore na Vrhovčevi ulici 1a. Prvič je bil organiziran dogodek – Grem domov v Novo mesto – pohodniki so se odpravili iz Maribora in Ljubljane.
Konec 2006 je LokalPatriot prejel prvi poziv za izselitev iz Novega trga 6, ki ga je dokončno zapustil leta 2008, ko se je preselil na Glavni trg. Leta 2008 je svoja vrata odprl Hostel Situla, kjer je nekaj let deloval tudi novomeški študentski dom. Kmalu se je v pritličje Dilančeve 1 s Prešernovega trga preselila tudi Infotočka DNŠ, prav tako tudi prostori in sedež društva, sicer v zgornje nadstropje.

### Nadaljevanje dejavnosti društva
V začetku oktobra 2008 je DNŠ prvič organiziral projekt MIŠ – Mesece izobraževanja in športa, ki je prvo leto trajal od začetka oktobra do sredine januarja. Namen projekta je razširiti delovanje društva predvsem na področju izobraževanja in informiranja mladih. Projekt se je izvajal do leta 2013. V tem obdobju sta na Infotočki nadaljevali s pravno in psihološko svetovalnica, DIJASov adrenalinski teden ... Prvič je bil v sklopu Park lige organiziran Park tek – tek na 10 km, 600 m in 300 m.
Z zmanjšanjem državnega financiranja in sponzorskih sredstev je društvo čedalje težje organiziralo Cvičkarijo, ki je zadnjič potekala 2012. Pomembna nova pridobitev je bila zastopanost društva na družabnih omrežjih. DNŠ se je v tem obdobju fokusiral na manjše projekte – potopise, kuharske in druge delavnice, družabne večere, krvodajalske akcije, izlete v Gardaland, Izlet v neznano, Tečaj varne vožnje, začelo se je tudi z Nočnimi pohodi na Gorjance, 2014 je bil poskusno organiziran projekt Vikend pozitive in projektoma DNŠ Sessions, kjer so se s koncertom predstavile že uveljavljene skupine, ter DNŠpil, kjer so nastopile še neuveljavljene skupine – cikloma koncertov v LokalPatriotu na Glavnem trgu, ki so se zvrstili skozi več let. Prvič so se organizirali tudi Stand up večeri, projekt String on, streljanje golobov ter DNŠ Beer Marathon, ki je do 2020 več let zapored potekal v Ljubljani ... 
2015, ob desetletnici projekta Grem domov v Novo mesto, so pohod nadgradili z večernim delom – koncertom, namenjenim vsem Novomeščanom, predvsem pa pohodnikom ob prihodu domov. Koncert je ostal tradicija vse do letos, sicer z dvoletno prekinitvijo zaradi koronavirusa. Februarja 2017 je DNŠ poskušal obuditi Cvičkarijo v Ljubljani, in sicer pod imenom Always Cvičk! v Cvetličarni, vendar neuspešno. Prav tako je junija 2017 zadnjič potekala Park Liga, naslednja leta je DNŠ organiziral samo še Park tek.
Leta 2018 se je moral LokalPatriot izseliti iz Glavnega trga, takrat sta Društvo novomeških študentov in novomeška mladina izgubila (skoraj) edini prostor, kjer so se odvijale aktivnosti namenjene mladim. Naslednji dogodki (pustovanje, predavanja, potopisi, okrogle mize ...) so tako potekali v prostorih restavracije Hostla Situla, ki pa je leta 2020 zamenjala vodstvo in se preimenovala v Fink & Situla. 
Leta 2020 je delovanje društva nekoliko upočasnila situacija, ki je nastala zaradi koronavirusa. Karantene in zaprtje države so onemogočile zbiranje in druženje na dogodkih. Društvo se je prilagodilo in začelo z organiziranjem »online« dogodkov: kuharskih delavnic, družabnih iger, stand up večerov, info dan; dobrodelnih akcij in ko se je situacija nekoliko umirila projektov, ki so izpolnjevali pogoje. Izvedba večjih projektov se je premaknila v Gostišče Loka, kjer je DNŠ organiziral: DNŠtudentarijo, DNŠ Halloween Party ter Cocktail delavnice, prvič je potekal tudi Beer marathon v Novem mestu.  
Šele v letu 2021/22 je dokončna ukinitev ukrepov omogočila ponovni razcvet dogajanja. V sklopu projekta 30 izzivov za 30 let smo v Novem mestu ponovno organizirali Cvičkarijo, Grem domov v Novo mesto je imel po dveh letih premora ponovno tudi večerni del, cikel dogodkov (vsi so našteti v članku 30 izzivov za 30 let) pa smo zaključili s svečano prireditvijo v Športni dvorani Marof – DNŠ jubilej: 30 let na svet – Magnifico, Mrfy in drugi.

## Projekti

### Cvičkarija
Cvičkarija je prvič potekala maja 1994 v menzi v študentskem naselju Rožna dolina. Na tej lokaciji je potekala do leta 1998, ko se je preselila na Gospodarsko razstavišče. Že čez eno leto se je prvič izvedla tudi v Mariboru, v ŠTUK-u. Leta 2001 se je ljubljanska Cvičkarija preselila v prenovljene Križanke, 2003 je prvič potekala v Novem mestu, 2005 pa se je prvič izvedla tudi na Primorskem. 

### Grem domov v Novo mesto
Grem domov v Novo mesto je projekt Društva novomeških študentov, ki se izvede vsako leto po izpitnem obdobju, ko gredo študentje iz študijskih središč (Ljubljana, Maribor, Koper) peš domov. Dogodek se je prvič izvedel leta 2006, leta 2015 pa je bilo prvič organizirano tudi večerno dogajanje - koncert na Glavnem trgu ob prihodu pohodnikov domov. 